# Coquillettidia lynchi
Coquillettidia lynchi är en tvåvingeart som först beskrevs av Shannon 1931.  Coquillettidia lynchi ingår i släktet Coquillettidia och familjen stickmyggor. Inga underarter finns listade i Catalogue of Life.